# EM Strasbourg Business School
EM Strasbourg Business School es una escuela de negocios internacional y una de las principales Grandes Escuelas en Francia. Posee campus propios en Estrasburgo.
En 2019, su principal programa, el Master in Management, fue clasificado como el número 79 del mundo según el Financial Times.
Sus programas cuentan con la triple acreditación internacional de EPAS, AACSB y AMBA. La escuela cuenta con numerosos alumnos notables en el campo de los negocios y la política, incluyendo varios CEOs, el político francés Jean-Marc Zulesi.
La escuela, con una red de 22.000 antiguos alumnos. 